# Eristalinus trizonatus
Eristalinus trizonatus är en tvåvingeart som först beskrevs av Jacques-Marie-Frangile Bigot 1858.  Eristalinus trizonatus ingår i släktet slamflugor, och familjen blomflugor. Inga underarter finns listade i Catalogue of Life.